# Punica granatum
Punica granatum, llamado comúnmente granado, es una especie de planta de la familia Lythraceae, cuyo fruto es la granada. Nativa de la región desde Irán hasta el Himalaya, se ha cultivado desde la antigüedad por toda la cuenca mediterránea.

## Descripción

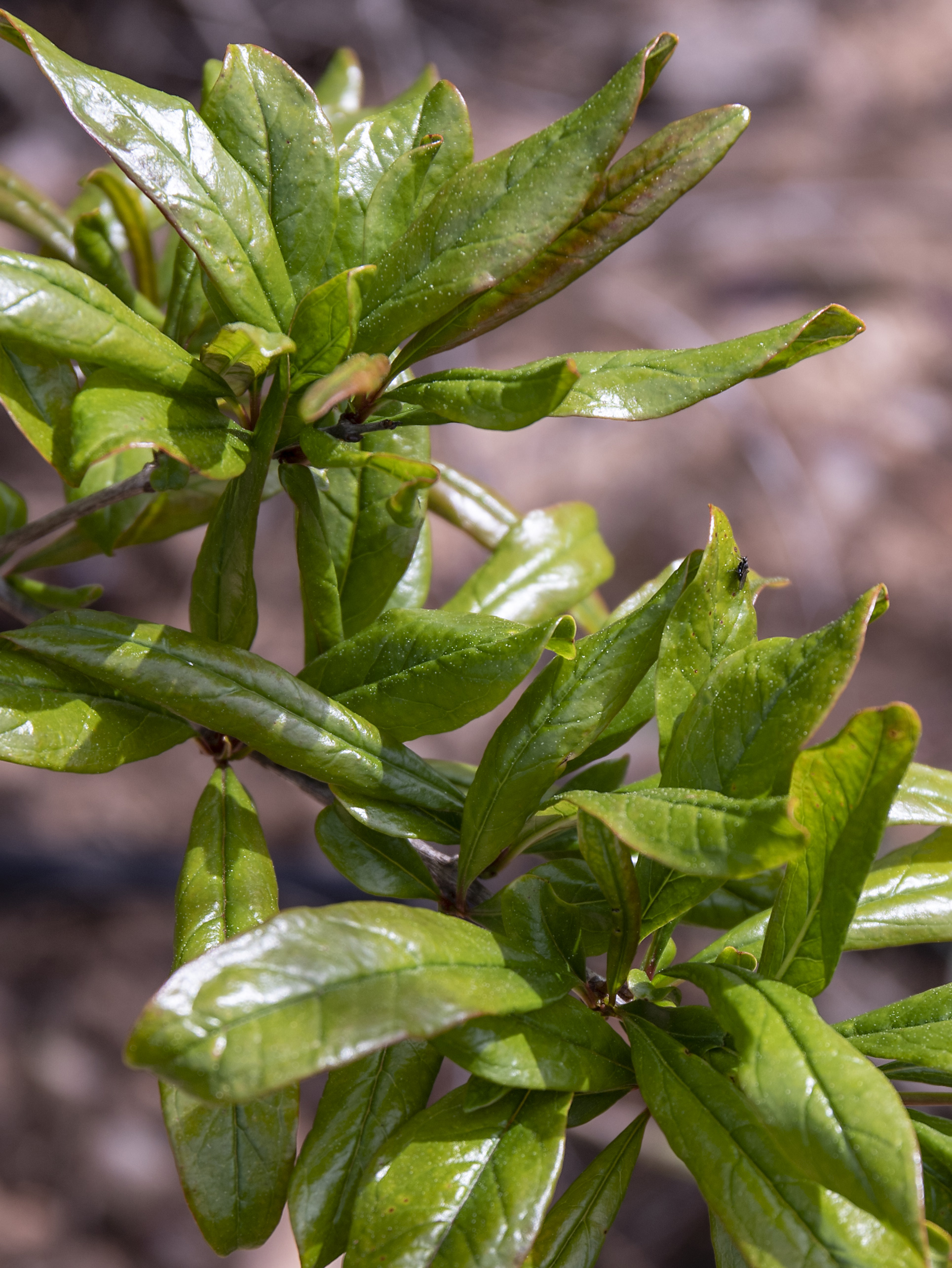
Hojas de granado, en la Ribera Alta de Valencia

Es un árbol frutal de hasta 5 m de altura, que puede desarrollarse de forma arbustiva, caducifolio, más o menos espinoso y muy ramificado. Tronco recto, con la corteza resquebrajada y ramas opuestas, patentes; las jóvenes tetrágonas y a veces péndulas. Las hojas, simples, de 1,5-7 por 0,8-2 cm, son entre lanceoladas y oblongas, opuestas o subopuestas —en ramas jóvenes— o bien reunidas en fascículos alternos o subopuestos, caducas, subcoriáceas, lustrosas por el haz, glabras, de un verde amarillento, atenuadas en corto pecíolo con un ápice obtuso, a menudo redondeado —por excepción emarginado—, con glándula terminal (nectario) poco evidente.

Vista general en floración (Albatera, Alicante, España).

Las flores miden 3-4 cm de diámetro, solitarias, hermafroditas, más raramente geminadas o ternadas con un pedicelo de hasta de 3 mm, acrescente al fructificar. El cáliz tiene 2-4 por 1,5-2 cm; es campaniforme, coriáceo, grueso, persistente, granate, glabro, brillante y segmentos triangulares soldados, valvares en la prefloración, persistentes en el fruto y en número variable de cinco a ocho. Los pétalos, de 2-2,5 por 1-1,5 cm, son obovados, corrugados, caedizos, de color rojo intenso (por excepción rosáceos); pueden ser dobles, o más, en los cultivos. El androceo tiene  estambres de filamentos largos, rojizos con anteras amarillas. El gineceo tiene ovario ínfero, totalmente soldado al hipanto, con el estilo filiforme y el estigma capitado. El fruto es en balausta de 5-12 cm, esférico, coriáceo, rojizo o amarillo-rojizo, coronado por los restos de los segmentos del cáliz, con lóculos en dos verticilos (raramente tres), de ordinario el inferior con seis lóculos y el superior con tres, todos ellos separados por el endocarpo membranoso y amarillento (tastanas). Las semillas, maduras y frescas, tienen unos 12-15 por 5-7 mm, con la capa superficial del episperma (exotesta) que es una sarcotesta —aunque hay autores que la describen como un arilo— constituida por células columnares carnosas, translúcidas, angulosas, prismáticas, de un color que va desde el blanco hasta el rojo-granate, y es dulce y comestible. Al contrario, la capa interna de dicho episperma (endotesta) que, en ausencia de endosperma, rodea al embrión (oleaginoso y con cotiledones convolutos) es escleroso-cristalífero, carácter del orden de los Myrtales. La dispersión de los propágulos es de tipo endozoocoría, pues las «pepitas» de las  semillas, que contienen el embrión, no son digeribles y se reparten con las heces, en particular de las aves.

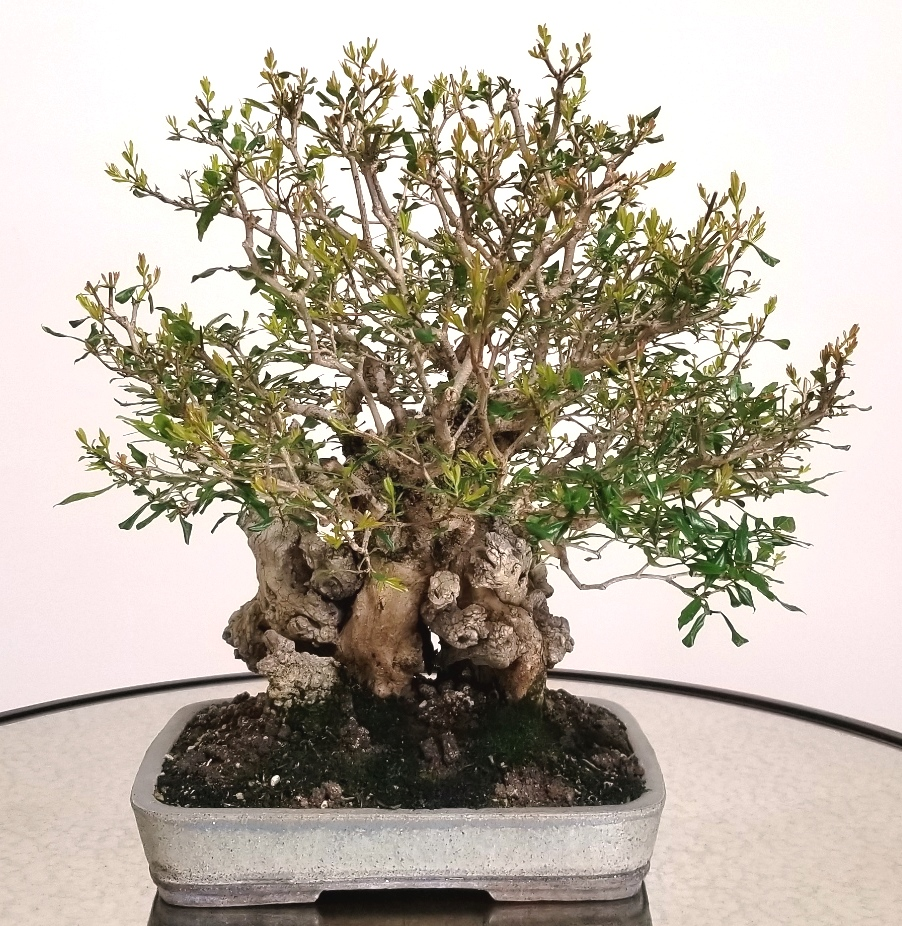
Granado como bonsái. Se estima la edad de este árbol en unos 125-175 años. Este bonsái ha recibido una reciente defoliación parcial, lo cual estimula la creación de ramaje más fino, compacto y hojas de menor tamaño; se pueden observar los nuevos brotes surgiendo todo alrededor de la copa del árbol. Ejemplar recolectado en California, EE. UU..

## Distribución y hábitat
Originaria de la región iraní hasta el Himalaya. Se distribuyó por la India central y meridional en el siglo I d. C., y se ha cultivado extensamente por el Asia suroriental, Malasia, Indias occidentales y África tropical. Se encuentra naturalizada por toda la cuenca mediterránea e introducido en Suramérica, México, y Australia; donde se cultiva en áreas templadas y subtropicales.
Se encuentra dispersa, principalmente por el este y el sur de la península ibérica e Islas Baleares. También en las Islas  Canarias, donde crece de forma subespontánea en ribazos, cunetas y formando setos desde el nivel del mar hasta los 1100 m s. n. m.
Se adapta a todo tipo de sustratos; es bastante tolerante a la sequía y a las bajas temperaturas, siempre que estas no desciendan regularmente de 0 °C; y pueden tolerar heladas moderadas, de hasta aproximadamente −12 °C.

## Taxonomía
Punica granatum fue descrita por Carlos Linneo y publicado en Species Plantarum 1: 472. 1753.
Etimología

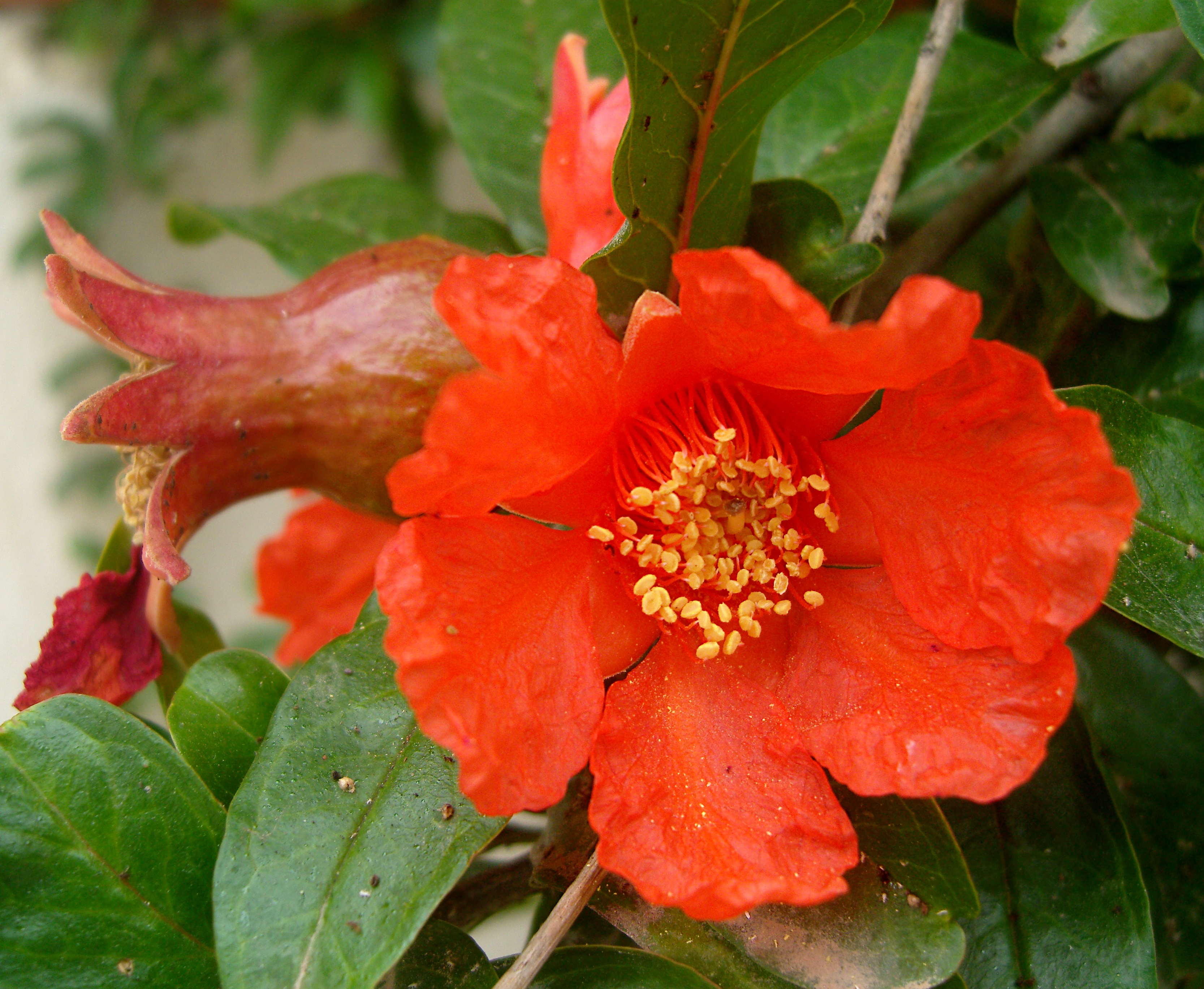
Flor, detrás fruto incipiente.

El nombre genérico, Punica, proviene del latín pūnĭcum y alude a los fenicios, activos impulsores de su cultivo, mientras que granatum, el epíteto específico, deriva del adjetivo latíno grānātus, que significa 'con abundantes granos'. En la Antigua Roma se denominaba al granado como punicum arbos (árbol púnico) y al fruto como malum granatum (manzana granada) o punicum malum (manzana púnica). Plinio el Viejo, a mediados del siglo I d. C., menciona en su Naturalis historia: «En África, en los alrededores de Cartago, existe la manzana púnica que algunos llaman granatum».
Cultivares
- 'Bedana' - es media a grande, con corteza blanquecina a parduzca y pulpa dulce rosáceo-blanca.
- 'Kandhari' - es grande, de color rojo oscuro, con pulpa de color rosa oscuro o sangre-roja, subácida y semillas duras.
- 'Alandi' ('Vadki') - de tamaño mediano, con la pulpa roja o rosada, carnuda, semillas muy duras.
- 'Dholka' - grande, amarillo-rojo, de corteza gruesa y pulpa carnuda, purpurino-blanco o blanca, dulce; semillas duras. Es árbol de hoja perenne.
- 'Kabul' - grande, con la corteza rojo oscuro y amarilla claro; pulpa carnuda, rojo oscuro, dulce, levemente amarga.
- 'Rojo del Muscat' - con la corteza fina o bastante gruesa, carnudas, jugosas, medio-dulces de la pulpa, suaves. La planta es un portador moderadamente prolífico.
- 'Shell de papel' - redonda, medio grande, amarillo claro ruborizado con color de rosa; con la pulpa carnuda, rojiza o rosada, dulce, muy jugosa, la corteza muy fina, y semillas suaves.
- 'Pune' - grande, con la corteza rojo oscuro, gris o grisáceo-verde, manchada a veces, y la pulpa naranja-roja o rosado-y-roja.Granada abierta mostrando sus semillas o "granos" en los lóculos y las tastanas membranosas que separan estos últimos.

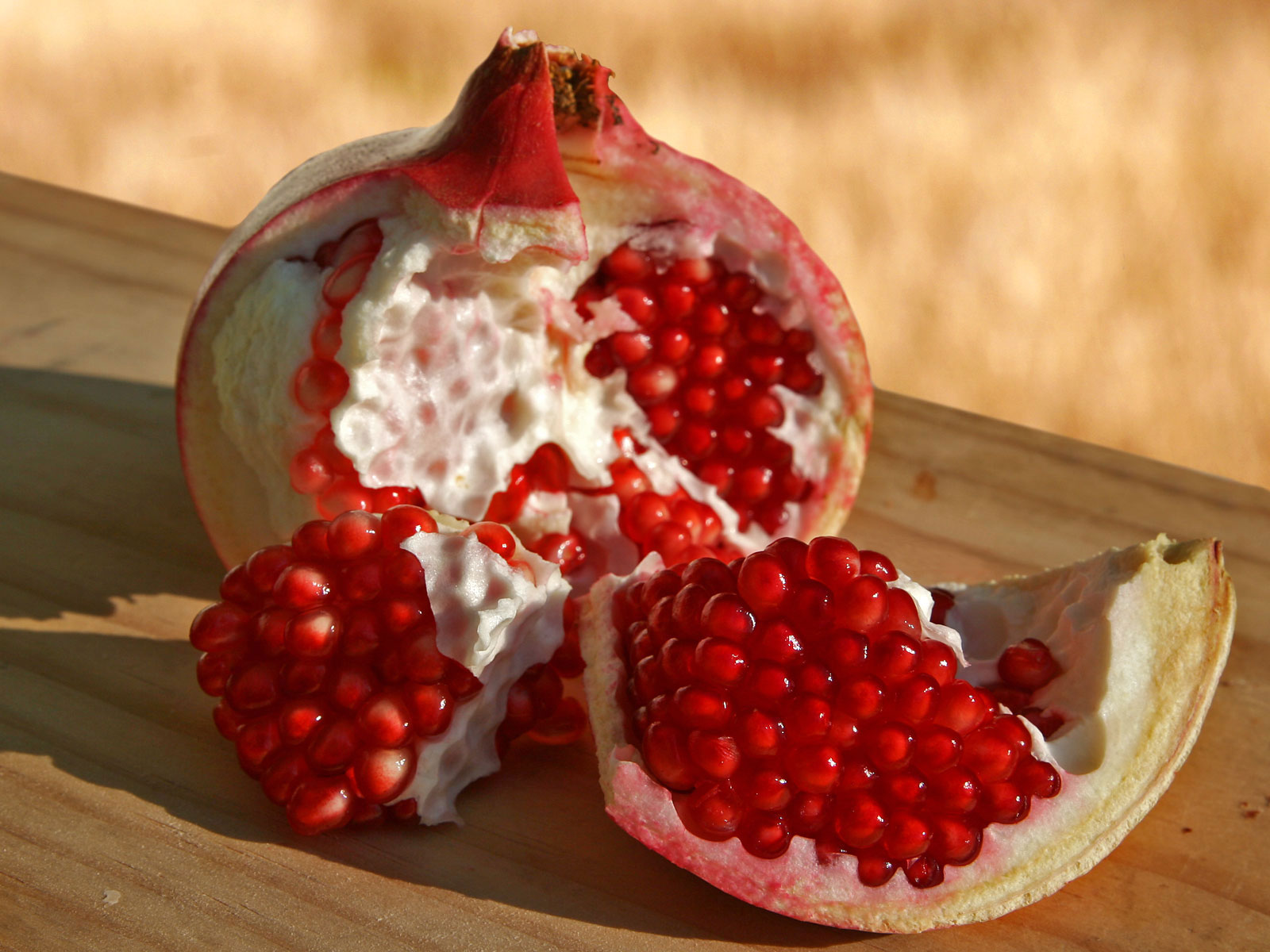
Granada abierta mostrando sus semillas o "granos" en los lóculos y las tastanas membranosas que separan estos últimos.

- 'Rubí español' - redonda, pequeño-medio o grande; brillante-rojo, con la corteza fina, la pulpa aromática y las semillas pequeñas-medias, bastante suaves.
- 'Medio de Vellodu' - tiene pulpa grande, con la corteza medio-gruesa, carnuda, jugosa.
- 'Blanco' - grande, color crema del Muscat teñida con color de rosa; corteza fina; pulpa carnuda, crema-coloreada, dulce.
- 'Maravilloso' - originado en Florida y propagado en California en 1896. La fruta es el púrpura-rojo muy grande, oscuro, con la corteza medio-gruesa; de color rojo oscuro, jugosa.

En España las más conocidas y comerciales son las siguientes:
- 'Mollar de Elche' - Árbol muy vigoroso, de rápido desarrollo, fruto de tamaño grande, grano grueso, rojo oscuro y semillas muy reducidas y blandas. Madura entre octubre y noviembre; presenta mayor posibilidad de rajado y de ataque de plagas.
- 'Mollar valenciana' - Árbol vigoroso, fruto de tamaño grande, forma redondeada y aplanada, granado grueso y semilla muy reducida. Se caracteriza por ser de recolección temprana.
- 'Wonderfull' - Se trata de una fruta más grande de lo normal, con un sabor más agradable. Roja su carne, jugosa con un sabor agudo. Crece bien en el suelo alcalino que mataría a la mayoría de las plantas. Crece hasta cerca de 6 m de alto.[7]

Sinonimia
- Punica florida Salisb.
- Punica grandiflora hort. ex Steud.
- Punica nana L.
- Punica spinosa Lam.
- Punica granatum var. granatum L.Semilla: morfología interna.

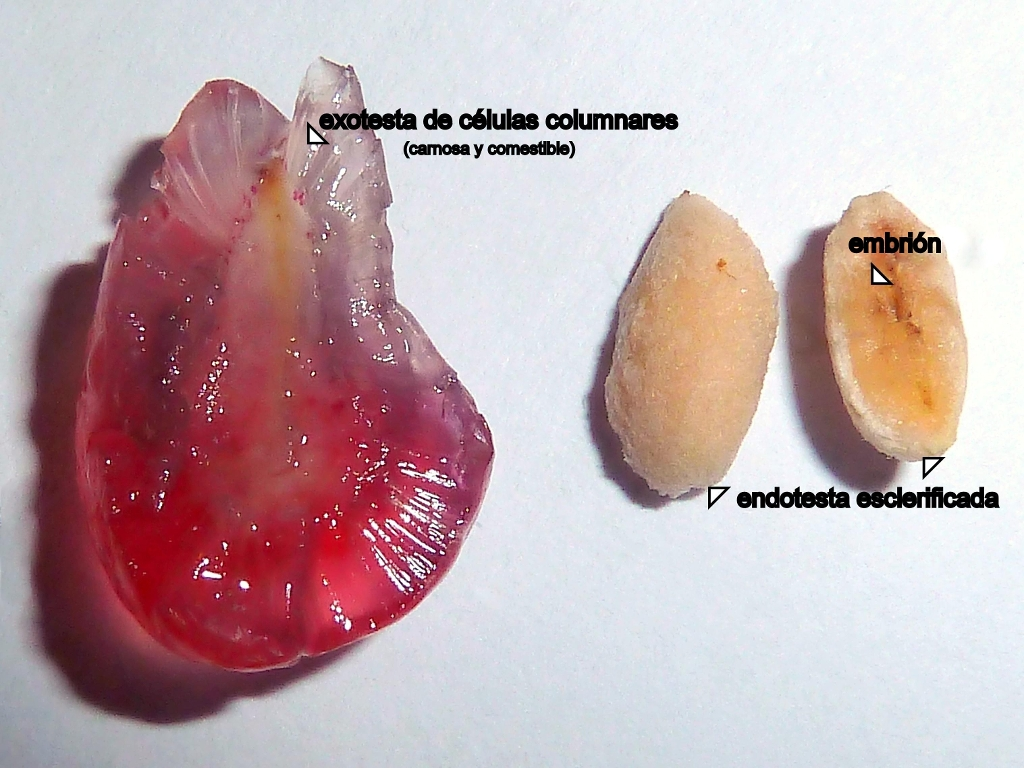
Semilla: morfología interna.

- Punica granatum var. sativum K.Malý
- Rhoea punica St.-Lag.
- Granatum puniceum St.-Lag.[8][9]

## Nombre común
Agrauz, agrios (3), albar, almegranas, alvarés, balaustia (2), balaustra (2), balaustria, balaustrias, balustia, cagines, de pasa, de piñón tierno, engranao, granada (11), granada agria, granada agria colorada, granada agridulce, granada albar, granada cagina, granada de viuda, granada diente de perro, granada dulce, granada dulce sin piñón, granada fina, granada frailera, granada herreña, granada miniatura, granada mollar sin hueso, granada silvestre, granada ácida, granadas (2), granado (39), granado agrio (2), granado borde (2), granado bravío, granado común, granado loco, granado silvestre (2), granao (9), graná (3), granás, magrano (2), manglanera, manglano (2), mangranero, mengranera, mengranero, migraña, milgrano (2), minglanera, mingranera (2), mingrano, mollar (3), piñonenca, román. Entre paréntesis, la frecuencia del vocablo en España.

## Producción

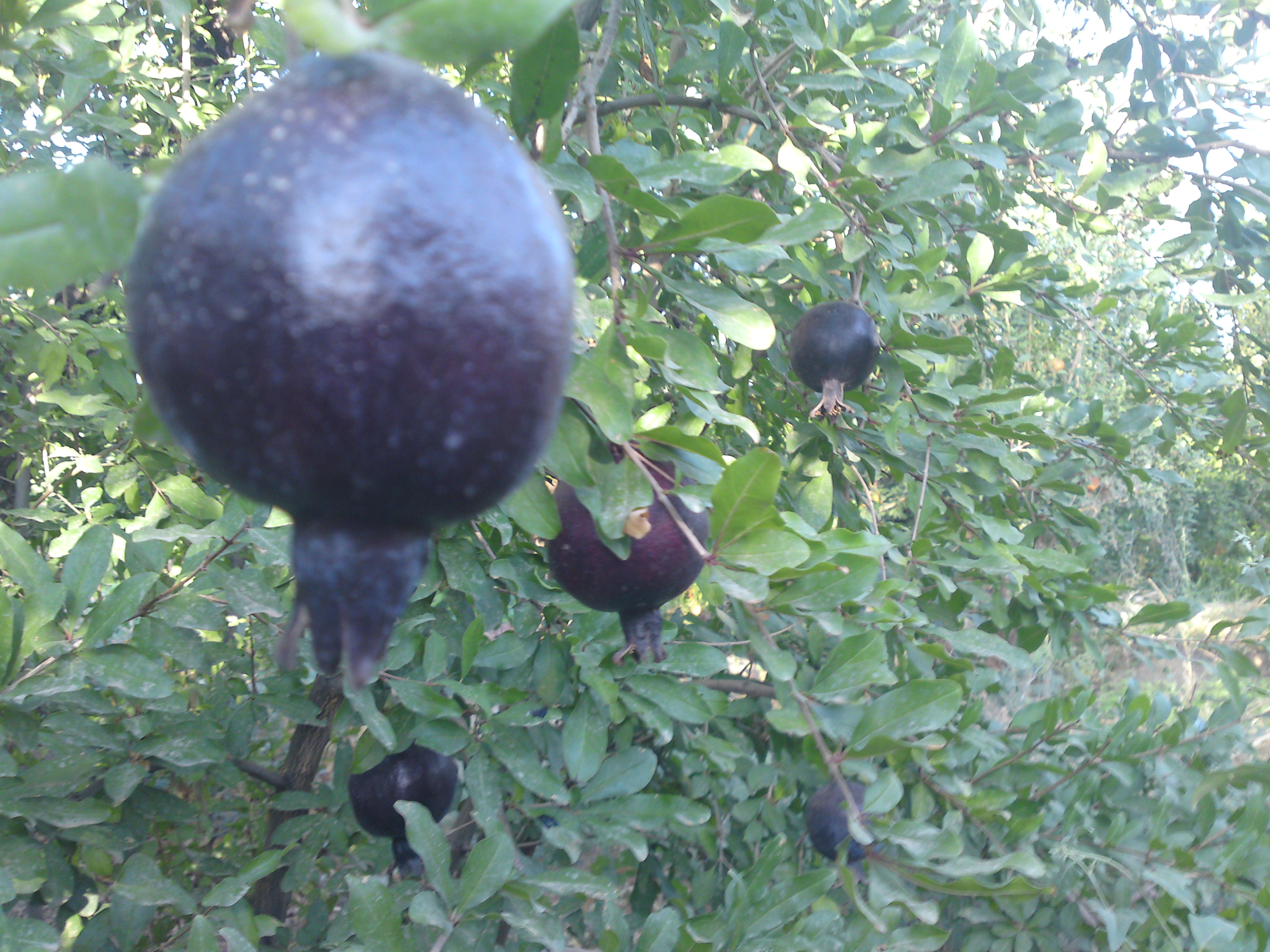
Granada negra, Saveh, Irán.

Los principales países productores de granada en el mundo son la India y China, seguidos por Irán, Turquía, Afganistán, los Estados Unidos, Irak, Pakistán, Siria y España. De estos países, el único gran productor que no exporta es China, que destina su producción a su consumo local; otros países que están incrementando su producción, pero exclusivamente para la exportación, son Perú, Chile y Argentina, ya que en sus mercados internos no hay hábito de consumo de la granada fresca.

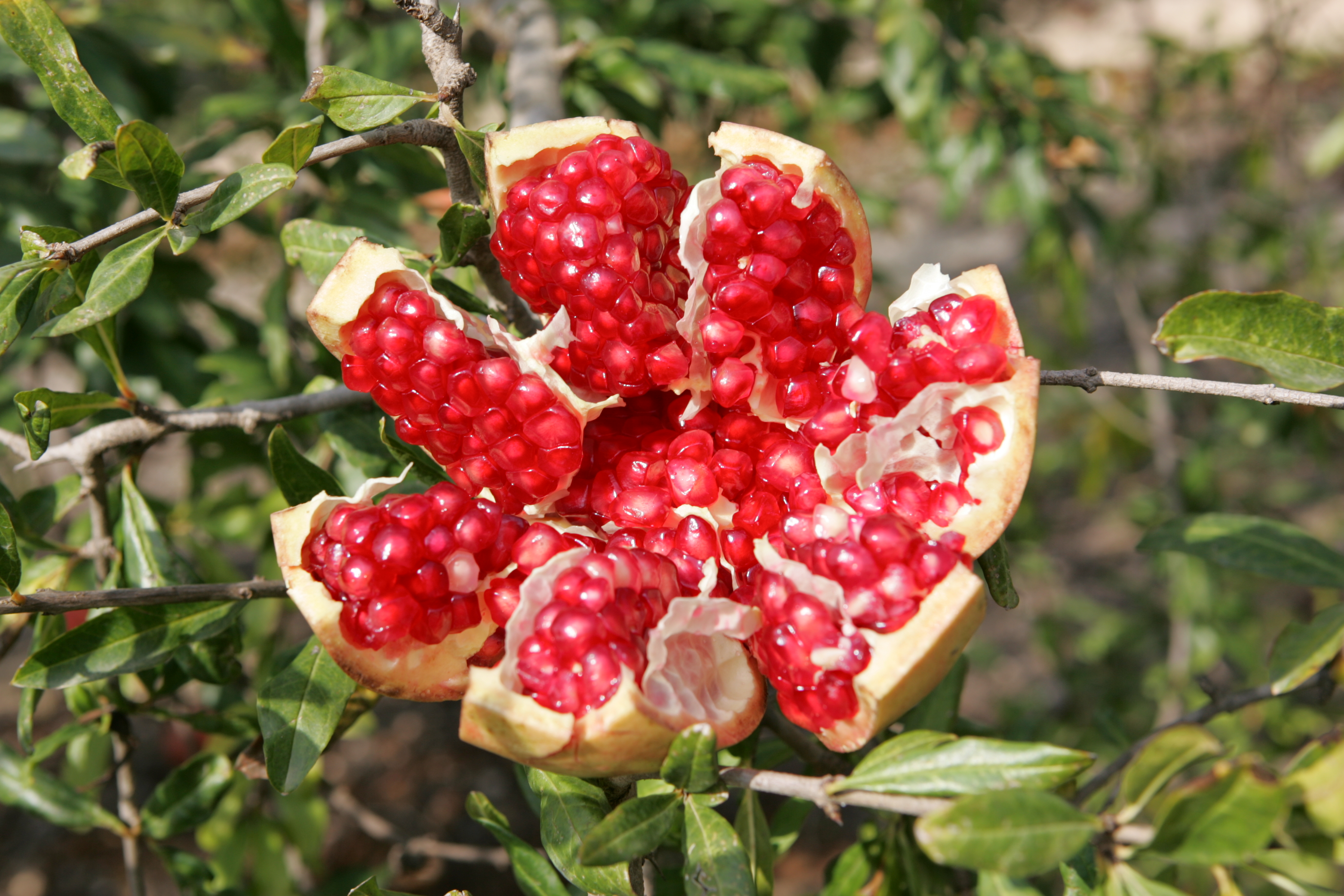
La Granada Mollar de Elche es una variedad reconocida con la Denominación de Origen Protegida

España es el principal país productor de Europa. Más del 75 % de la producción española de granadas se concentra en Elche y las poblaciones del entorno (Albatera, San Isidro, Crevillente) donde cada campaña se producen alrededor de 50 000 toneladas. La variedad estrella de la zona es la mollar de Elche que desde el año 2016 cuenta con la Denominación de Origen Protegida que ampara a cuarenta municipios de las comarcas alicantinas del Campo de Alicante, Bajo Vinalopó y Vega Baja del Segura. Esta variedad se caracteriza por su sabor dulce, las pepitas de los granos son comestibles, se pueden masticar con facilidad y el color exterior de este tipo de granadas puede oscilar entre el crema y el rojo intenso por la exposición al sol que la fruta ha recibido en el árbol. Esta variedad autóctona está considerada como una de las mejores y más valoradas granadas del mundo. La temporada de la Granada Mollar de Elche se inicia a finales de septiembre y principios de octubre y la comercialización de la misma se desarrolla hasta el mes de enero-febrero. Cada campaña se inaugura con un evento especial en el que destacados chefs y personajes populares se encargan de realizar el primer corte simbólico de la Granada Mollar de Elche. Entre los padrinos destacan: Alberto Chicote, Paco Roncero, Mario Sandoval, Quique Dacosta, Paco Torreblanca y Susi Díaz junto al torero José María Manzanares.

## Usos
Aunque la especie no es nativa del Japón, se cultiva ampliamente en este país y se han desarrollado numerosos cultivares. Se utiliza ampliamente en los bonsái, debido a sus bonitas flores y los troncos retorcidos que adquieren los ejemplares más viejos.
El jugo de la granada se utiliza como tinte natural en las fábricas de productos no sintéticos.

### Culinarios
La fruta se come fresca, grano a grano, apartando la corteza y las laminillas amargas (tastanas) que separan las celdas (lóculos) donde se encuentran. Es muy apreciada por los niños. Se puede utilizar para hacer sorbetes, bebidas, jarabe de granadina y como ingrediente en platos cocinados.
Las granadas maduras presentan un color rojo profundo a marrón. Las granadas pequeñas normalmente están secas, leñosas, acres e incomibles. Cuanto más grande sea el fruto, la pulpa será más jugosa. La epidermis debe de estar bien lisa y brillante, exenta de marcas. Se dice que la fruta está madura cuando presionándola un poco emite un ruido metálico.
- En la  cocina libanesa, el jarabe de granadina, llamado dibs al'ruman se confecciona a partir de las variedades ácidas que le dan un sabor dulce y ligeramente acidulado.

Su jarabe se utiliza en numerosos platos salados para darles un toque de acidez, tal como las mutabbal, berenjenas horneadas a la crema de sésamo o ajonjolí, puré de berenjena horneada al ajo (baba ganush) y la (lahm b'ajin) pizza libanesa con guarnición.
- En la cocina de Panyab, al norte de la India, sus granos secos se utilizan como especia en los platos vegetarianos, a los que aportan un gusto agridulce.
- La cocina iraní le reserva así mismo un lugar importante.
- Es un ingrediente en el plato mexicano de los chiles en nogada, donde el color de los granos rojos contrasta con el color verde de los chiles rellenos y la salsa de nuez blanca, resultando un plato con los colores de la bandera nacional. En el occidente de México (estados de Colima, Jalisco y Michoacán), se prepara una bebida embriagante a base de jugo de granada, tequila o mezcal, azúcar, cacahuates, nueces y, algunas veces manzana llamado «ponche de granada».[cita requerida]
- En la cocina coreana, se utilizan las semillas de la granada para hacer té: 석류차 -sŏngnyuch'a- (del coreano 석류, sŏngnyu-, granada, y 차, ch'a, té). Las semillas quedan dentro de la infusión y se consumen con ella.[12]

### Medicinales
Está muy publicitada en tiempos recientes y es una de las llamadas «superfrutas» por los compuestos químicos de acción positiva que posee: es rica en antioxidantes y potasio, calcio, magnesio y vitamina C.
La granada se utiliza en paramedicina tradicional. Algunos trabajos de investigación recientes[cita requerida] sugieren que el consumo de granadas podría tener efectos beneficiosos para la salud cardiovascular y la prevención de ciertos tipos de cáncer, además de contener el  precursor de la urolitina A, una sustancia anti envejecimiento que podría aumentar la resistencia muscular en humanos.
En gargarismos, alivia la tos persistente, y es eficaz en caso de fiebre, de diarreas, de cólico y puede servir también de vermífugo. Tiene ligeras propiedades diuréticas y antihipertensivas, Investigaciones recientes demuestran que los extractos de granada inhiben el desarrollo de células cancerosas en cultivos "in vitro".[cita requerida]
Las fibras de la granada, mayoritariamente insolubles, son irritantes y están contraindicadas en las personas que padecen de divertículos o de irritación cólica aunque son muy beneficiosas para quienes son propensos a los estreñimientos o diarreas y al tránsito intestinal lento.[cita requerida]
De los granos rosas de la granada se extrae una bebida, el «sambu», utilizada en las curas de regeneración y de limpieza interna que, según sus preparadores, permite además ayudar a perder sobrepeso.[cita requerida]
Religiosos
Es utilizado por comunidades judías para la festividad de Sukot, en la ofrenda de las cuatro especies. Si bien, la gran mayoría de judíos utilizan un Etrog (citro) en su lugar, algunos optan por usar una granada en su lugar, ya que en la Torah, Elohim menciona que se deben ofrendar "ramas con frutos de árbol hermoso", refiriéndose a árboles cítricos en el original hebreo, por lo qué la granada es considerada una opción válida para muchos.

#### Efectos en la reproducción y fertilidad humanas
Se ha demostrado que la granada posee propiedades beneficiosas en relación con el sistema reproductor, tanto femenino como masculino. Una dieta rica en antioxidantes puede favorecer la fertilidad, sobre todo aquellas dietas que se basan fundamentalmente en frutas y verduras, como la mediterránea, siendo la granada uno de los alimentos que reducen el estrés oxidativo y favorecen el envejecimiento saludable. Además posee un contenido elevado de estrógenos vegetales, los cuales están muy relacionados con la fertilidad. Entre los hallazgos más importantes en relación con la reproducción y la fertilidad encontramos:
En mujeres afectadas por el Síndrome de Ovario Poliquístico (SOP), la ingesta de zumo de granada ayuda a mejorar la resistencia a la insulina, el nivel de testosterona, el Índice de Masa Corporal (IMC), el peso corporal y el diámetro de la circunferencia abdominal.
El extracto de granada mejora el orgasmo y la satisfacción sexual femenina en mujeres en edad fértil. Esto ha sido demostrado mediante la realización de un ensayo clínico controlado y aleatorizado. 
Los músculos del suelo pélvico son uno de los factores fisiológicos que afectan el orgasmo y la satisfacción sexual. La debilidad de estos músculos puede hacer que las mujeres no alcancen el orgasmo, obteniendo una menor satisfacción sexual. Una vez demostrado el efecto de extracto de piel de la granada sobre el orgasmo y la satisfacción sexual en mujeres en edad fértil, se intenta averiguar cuál es su efecto sobre los músculos del suelo pélvico.

## Historia y significados simbólicos

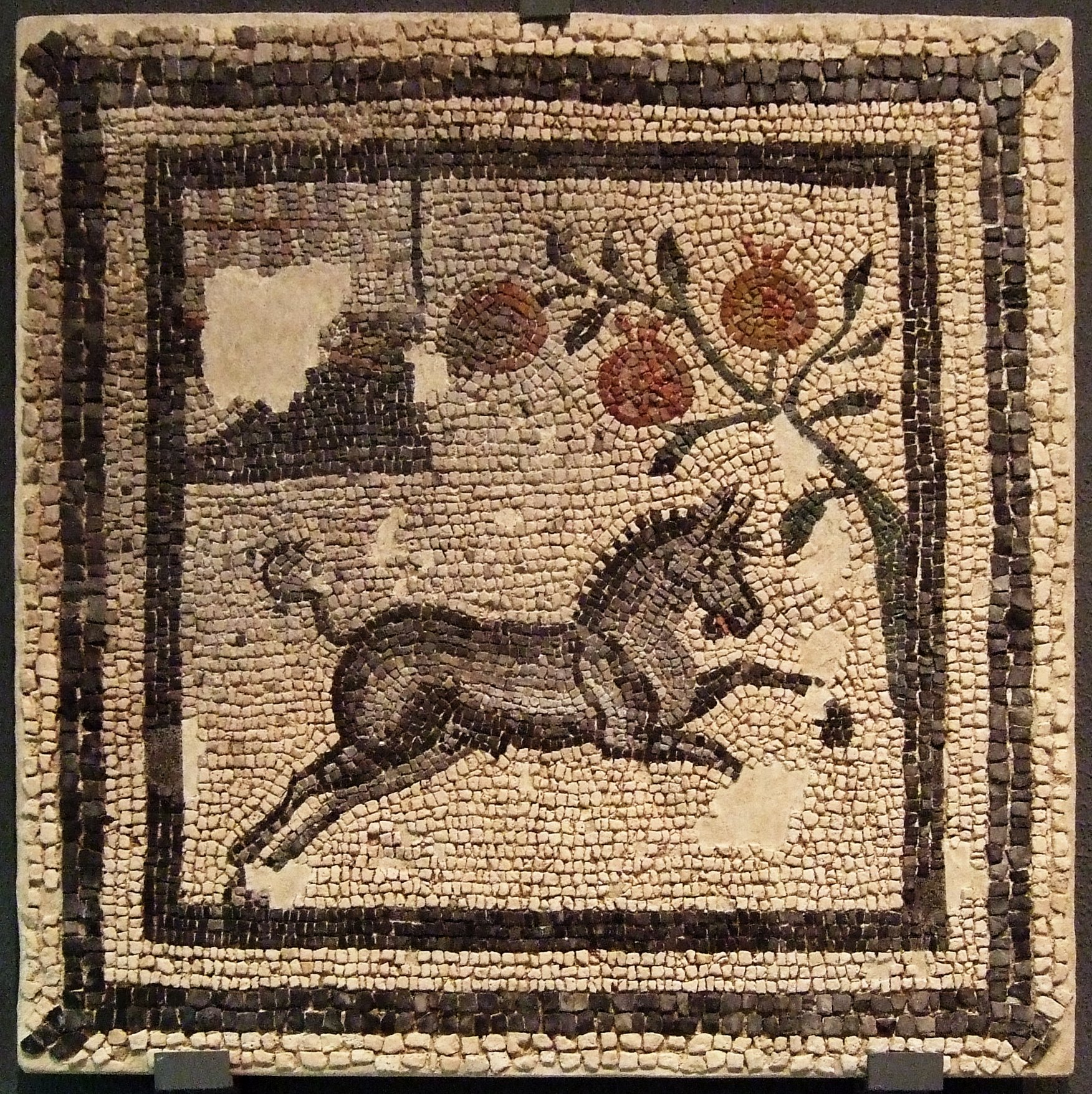
Mosaico en la Villa Romana Fortunatus, en Zaragoza (España), representando al mes de febrero. Se aprecian un burro, varias granadas y montículo con molino de agua.

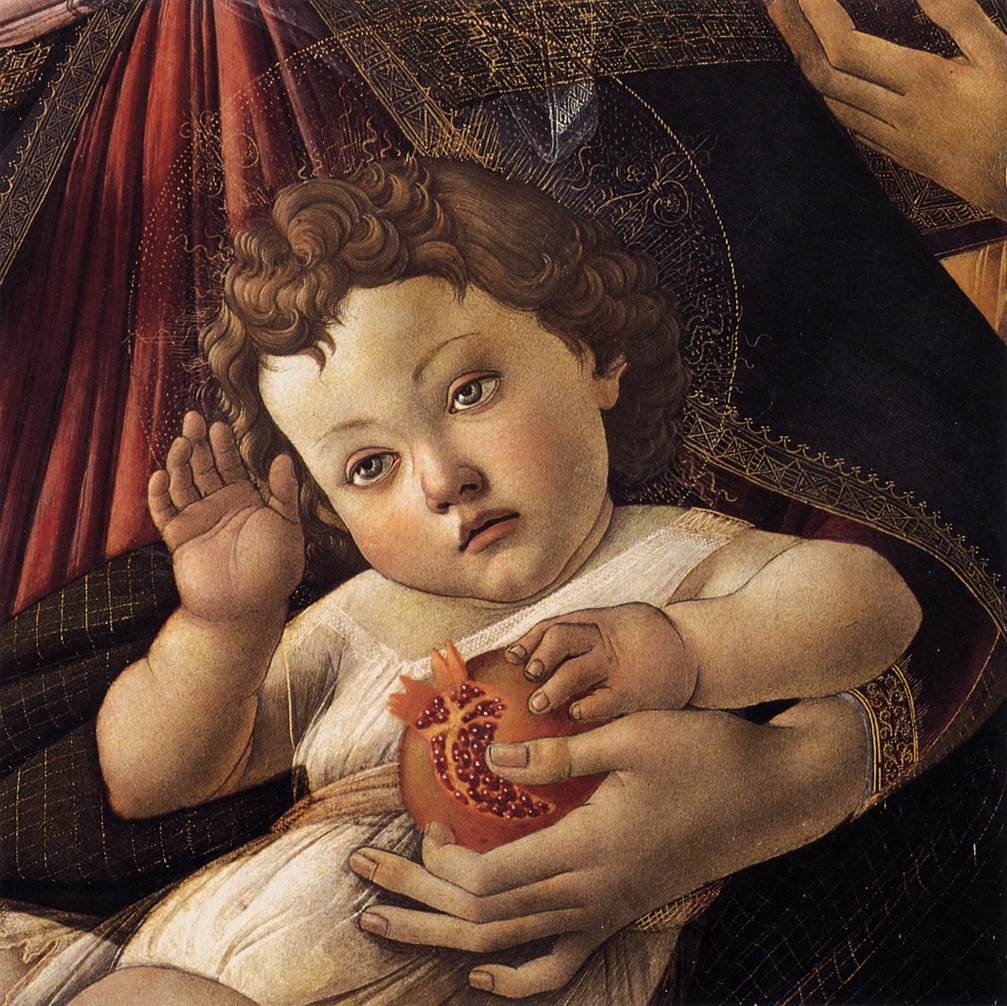
Detalle de la Virgen de la granada de Sandro Botticelli, c. 1487 (Galería de los Uffizi, Florencia).

Este árbol es originario de la región que abarca desde Irán hasta el norte de los Himalayas en la India, y fue cultivado y naturalizado en toda la región del Mediterráneo incluida Armenia, desde la Antigüedad. Muy apreciado en las zonas desérticas, ya que está protegido de la desecación por su piel gruesa y coriácea, lo que permitía que las caravanas pudieran transportar su fruta grandes distancias, conservando sus apreciadas cualidades. Testimonios de su consumo se recogen en muchos documentos antiguos.
Se sabe del cultivo de la granada, desde hace al menos 5000 años en Asia occidental y en el Norte de África; se plantaba en los jardines colgantes de Babilonia y se encuentra esculpido en los bajorrelieves egipcios.
Los antiguos egipcios preparaban con su jugo un vino ligero con sabor a frambuesa.
Hipócrates  recomendaba el jugo de la granada contra la fiebre y como fortificante contra la enfermedad.
Los antiguos egipcios eran enterrados con granadas. Los babilonios creían que masticar sus granos antes de las batallas los hacía invencibles.
Los romanos conocieron la granada gracias a los fenicios que la trajeron de Fenicia (aproximadamente en el actual Líbano) a Roma, de ahí su nombre científico de Punica.
La Biblia hace referencia en numerosas ocasiones a este fruto, y siempre en su defensa.
La granada tiene un cáliz con forma de corona. En la tradición judía fue el diseño original, que inspiró para hacer las coronas.
Son los bereberes quienes traen la fruta a Europa, y popularmente se afirma que la ciudad de Granada debe su nombre al fruto.
Muchos pueblos han visto la granada como un símbolo de amor, de fertilidad y prosperidad:
- Según la mitología griega, el primer granado fue plantado por Afrodita, la diosa griega del amor y de la belleza, mientras que el dios del Inframundo Hades, le ofreció su fruto a la bella Perséfone para seducirla.
- En Java, está asociada a ciertos ritos que acompañan el embarazo.
- Según Shakespeare, bajo su follaje se ocultó Romeo para cantarle una serenata a Julieta.
- En China, se tiene la costumbre de ofrecerle una granada a los recién casados como auspicio de una descendencia numerosa (el color rojo de esta fruta es considerado por la tradición china un color que atrae la buena fortuna).
- En el Islam se considera uno de los árboles del Paraíso, conforme a referencias coránicas y de las tradiciones del profeta Mahoma.
- Por tener la granada gran cantidad de pepitas, era considerada en la antigüedad como un símbolo de fertilidad y fecundidad. Era atributo de Hera, Deméter y Afrodita. En Roma era habitual que las novias llevasen un tocado de ramas de granado. Tiene especial relevancia en el mito de Perséfone y Hades.[18]
- En Colombia el fruto está presente en el escudo del país y en el escudo de Bogotá, su capital.

La granada forma parte del escudo de la ciudad de Tacna, al sur del Perú.
Desde 1492 una granada forma parte del escudo de España. También del de Colombia. Son los únicos estados del mundo con una granada en sus emblemas nacionales.
Granada, antigua capital del Reino Nazarí de Granada en la Edad Media, es el nombre de la actual ciudad española, así como de su provincia. Su fruto está incluido en el escudo de armas de la ciudad, de la provincia y de toda España.

### Simbología judía
La granada es uno de los símbolos de Rosh Hashaná (año nuevo judío). Es tradicional el consumo de granadas en esta festividad, ya que, con sus numerosas semillas, simboliza la fecundidad. Asimismo, se cree que la granada es uno de los frutos que más semillas contiene, con alrededor de 613 semillas, simbolizando las 613 mitzvot, deseando que se multipliquen como las semillas de este fruto.

### Simbología cristiana
Su simbología principal de fructificación y fecundidad es vista desde el cristianismo en su vertiente espiritual, asimilando sus muchas semillas a los innumerables efectos de las perfecciones divinas.
La granada también está presente en motivos religiosos cristianos, especialmente en las vestiduras de los sacerdotes para las funciones religiosas.
Algunas pinturas de temática religiosa de Sandro Botticelli y Leonardo da Vinci utilizan el tema de la granada o de su fruto, como en la Virgen de la granada, de Botticelli. En muchas pinturas, el Niño Jesús tiene en su mano una granada, como símbolo precursor de su pasión y resurrección. Sin embargo, en manos de la Virgen María, representa la castidad.
Por el color de su jugo, parecido a la sangre, en la iconografía cristiana se convertirá en un símbolo del martirio. Un martirio fructífero, como su fruto, lleno de semillas. Y por sus innumerables semillas, envueltas con una dura piel, se la tenía como la propia representación de la Iglesia que bajo su manto acoge y protege a innumerables naciones.

### Simbología masónica
En la francmasonería, representa la unión de los masones, la fraternidad y la vulnerabilidad. Al igual que una familia, es símbolo de algo valioso que debe protegerse.